# Ventresca
La ventresca è la parte più pregiata del tonno rosso o del tonno a pinne gialle, che viene di norma consumata fresca o confezionata per la conservazione sott'olio di oliva.

## Descrizione

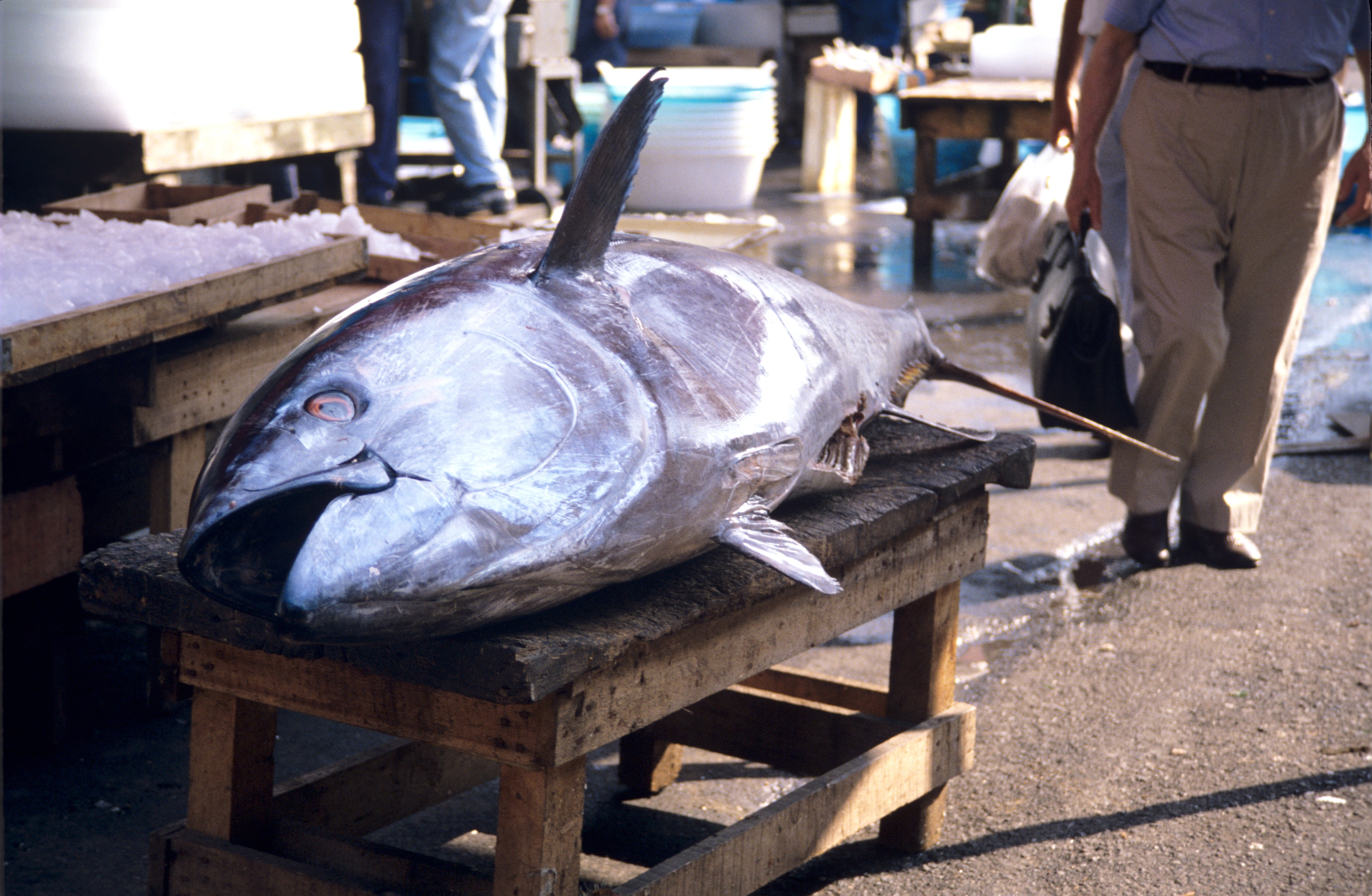
Tonno rosso da cui si ottiene la ventresca

La ventresca di tonno è ottenuta dalla parte più grassa dell'animale, quella che avvolge la cavità addominale: i fasci muscolari sono intessuti di grasso che rendono la carne più morbida e gustosa.
È molto apprezzata sulle tavole della cucina trapanese, dove è chiamata surra: nella tradizione trapanese la si può consumare fresca, cotta alla brace o sulla piastra, così che l'eccesso di grasso possa sciogliersi. 
In Sicilia, la surra di tonno, utilizzando la ventresca ripulita e lavata, viene preparata tagliandola  a tocchetti, od a listarelle, questi vengono prima passati  nella farina,poi nell’uovo sbattuto, e nel pangrattatto,ed alla fine, fritte nell’olio extravergine d’oliva.
Quella in conserva, di colore rosa, con tonalità più chiare rispetto al classico tonno in scatola, è prodotta nel trapanese, in provincia di Reggio Calabria, e in Sardegna.
Nella tradizione giapponese questo taglio ricopre una grandissima importanza: le ventresche più marezzate rigorosamente ottenute dai migliori esemplari di tonno rosso, classificate come otoro (オオトロ), vengono consumate crude in forma di sashimi, costituendo una prelibatezza gastronomica molto ambita per la cucina nipponica. Secondo le stime annuali di BMTI, la borsa merci telematica italiana, è noto infatti che il Giappone è di gran lunga il primo paese importatore di tonno rosso, specie pelagica diffusa anche nel mediterraneo, di cui l'Italia è il terzo produttore mondiale.
Diverse aziende producono scatolette di ventresca di tonno rosso, o del meno pregiato tonno pinna gialla, sott'olio.
La parte alta della ventresca di tonno è spesso chiamata mosciame.